# 玫瑰擬鮗
雷氏擬鮗，為鱸形目鱸亞目擬雀鯛科的其中一種，分布於印度西太平洋區，從馬爾地夫至薩摩亞群島，北至琉球群島，南至澳洲西北部海域，深度3-20公尺，眼睛紅色、頭部橘色、身體棕色，背鰭硬棘1枚;背鰭軟條22-23枚;臀鰭硬棘1枚;臀鰭軟條13-14枚，體長可達2.3公分，為熱帶海水魚，棲息在浮游生物豐富的珊瑚礁內灣及洞穴區，生活習性不明。

## 擴展閱讀
維基物種上的相關：雷氏擬鮗